# Массовое убийство у Вучитрна
Массовое убийство у Вучитрна (алб. Masakra e Vushtrrisë, серб. Masakr u Vučitrnu) — массовое убийство косовских албанцев, осуществлённое сербскими полицейскими вечером 2 мая 1999 года в окрестностях косовского города Вучитрн во время Косовской войны и операции НАТО против Югославии.
Сербские силы вынуждали албанцев из Вучитрна и окрестных сёл покидать свои дома в конце марта-начале апреля 1999 года. При этом беженцам приходилось несколько раз менять своё местонахождение из-за постоянных нападений и обстрелов со стороны сербов. В итоге большинство их оказалось сконцентрировано в нескольких деревнях к северо-востоку от Вучитрна, которые не могли справиться с наплывом огромного количества беженцев. Эти сёла находились под контролем Армии освобождения Косова, и поэтому албанцы могли чувствовать себя здесь в относительной безопасности. Но в начале мая югославские и сербские войска прорвали линию оборону АОК, вынуждая беженцев вновь сорваться с места.
Колонны беженцев, состоящие из около ста тракторов и от 3 до 5 тысяч человек, двигались на юг. Их преследовали югославские силы, сжёгши на своём пути множество домов в ряде деревень. Вечером 2 мая албанцы остановились в Горня-Судимле, чтобы передохнуть и решить, что делать дальше, так как в Доня-Студиме, через которую им предстояло пройти на пути в Вучитрн, располагались югославские войска.
В 20:30—21:00 к югославским войскам присоединились сербские полицейские и паравоенные формирования. Они обходили остановившиеся колонны беженцев, выдёргивая из них мужчин. Жертв избивали, требовали у них денег. Некоторым албанцам удавалось откупиться, других же убивали очередью из автоматов. В 23:30 прибыли сербские полицейские из Вучитрна, распорядившиеся колонне двигаться в их город. Свидетели из числа беженцев видели множество тел вдоль дороги, когда двигались по ней.
Ромеу Вентура, следователь по военным преступлениям суда ООН, заявил, что 120 гражданских лиц были убиты 2 мая сербскими войсками и погребены в братских могилах в пяти милях от Вучитрна. После окончания войны были обнаружены останки 98 жертв резни в Горня-Судимле.
Резня в Вучитрне была инкриминирована Властимиру Джорджевичу, главе общественной безопасности МВД Сербии на момент события. Согласно обвинению против него 105 косовских албанцев были убиты в общине Вучитрн 2 мая 1999 года Джорджевич был приговорён к 27 годам лишения свободы.